# 台湾牛角藓
台湾牛角藓（学名：Cratoneuron formosanum）为柳叶藓科牛角藓属下的一个种。